# Scott Keach
Scott Keach (Launceston, 21 de abril de 1965) es un jinete australiano que compitió en la modalidad de concurso completo.
Ganó una medalla de bronce en el Campeonato Mundial de Concurso Completo de 1986, en la prueba por equipos. Participó en dos Juegos Olímpicos de Verano, en los años 1988 y 2016, ocupando el quinto lugar en Seúl 1988, en la misma prueba.
En 2000 fue condecorado con la Medalla Deportiva Australiana.

## Palmarés internacional
| Campeonato Mundial | Campeonato Mundial | Campeonato Mundial | Campeonato Mundial |
| Año                | Lugar              | Medalla            | Categoría          |
| ------------------ | ------------------ | ------------------ | ------------------ |
| 1986               | Gawler (Australia) | Medalla de bronce  | Por equipos        |